# パウロ・ソウザ
パウロ・ソウザ（Paulo Manuel Carvalho Sousa, 1970年8月30日 - ）は、ポルトガル・ヴィゼウ出身の元サッカー選手、現サッカー指導者。元ポルトガル代表。現役時代のポジションはミッドフィールダー。

## 経歴

### 少年期
父親はメカニック、母親は裁縫師の家庭に生まれた。少年時代にはスポルティングのファンで、ストリートサッカーだけでなく、バスケットボールもプレーしていた。12歳の時にレペセンセスというクラブに入団した。学校では成績も良く、この頃の夢は、小学校の教師になることだった。レペセンセスでのプレーで、注目を集める存在になりつつあったある日、ポルトガルU-20の監督を務めていた人物の目に留まり、1986年、ベンフィカへ入団することとなった。

### クラブ

#### ポルトガル時代
3年間のユース生活を経て、1989年、19歳の時、スヴェン＝ゴラン・エリクソン監督によりトップに引き上げられ、ベンフィカでプロデビュー。ベンフィカではパウロ・フットレやルイ・コスタ、ジョアン・ピントらと共に1度のスーペル・リーガ制覇と1度のタッサ・デ・ポルトガル制覇に貢献した。1993年、チームの経済的な理由により、幼少の頃からファンであったスポルティングCPへ移籍した。クラシミール・バラコフ、ルイス・フィーゴらと共にプレーしたが、タイトルは獲得出来なかった。

#### ユヴェントス
1994年にユヴェントスからのオファーを受け、3年契約でユヴェントスに入団した。新監督マルチェロ・リッピ下で、ディディエ・デシャンとボランチのコンビを組んだ。1月9日、優勝を争っていたパルマとの対戦では、ジョヴァンニ・ガッリから、意表を突いたゴールを奪って勝利に貢献するなど、怪我を抱えながらも攻守に活躍、26試合に出場し、9シーズンぶりのスクデット獲得に貢献した。この活躍により、シーズンのセリエA最優秀外国人にも選ばれた。
1995-96シーズン、UEFAチャンピオンズリーグ準決勝第2戦のナント戦でゴールを決め、試合には敗れたが、このゴールにより合計でナントを上回り、ユヴェントスは決勝に進出する。決勝のアヤックス戦では57分までプレー、チームは優勝を果たした。しかし、1月のピアチェンツァ戦でベンチスタートになったことを皮切りに、リッピとの関係が悪化したこともあり、本人は残留を望んでいたものの、放出されることとなった。

#### ドルトムント
ドルトムントでも中心選手となり、1997年5月のUEFAチャンピオンズ・リーグ決勝進出に貢献し、決勝戦の相手は古巣ユヴェントスとなったが、3-1の勝利に貢献、異なるクラブで2年連続チャンピオンズリーグ制覇を成し遂げた2人目の選手となった(マルセル・デサイーが1992-93シーズンにマルセイユで、1993-94シーズンにミランでチャンピオンズリーグを連破)。1997年冬に行われた、トヨタカップのクルゼイロ戦では、絶妙なクロスでヘルリッヒの得点をアシストして勝利した。ドルトムントでは、1シーズン半で40試合で2ゴール10アシストを記録した。
1997-98シーズン途中の1998年1月、インテル・ミラノに移籍した。慢性的な故障もあって実力を発揮出来ず、2年間で40試合に出場するに留まった。パルマACへのレンタル移籍を挟んで、ギリシャ、パナシナイコスに移籍。2年連続チャンピオンズリーグ1次リーグ突破の原動力となるも、2001-02シーズン途中で退団、リーガ・エスパニョーラのエスパニョールへ移籍したが、僅か9試合に出場したのみだった。
2002年7月2日、度重なる膝の怪我に悩まされ続け、僅か31歳で現役引退を表明した。引退会見では、近年、メディアから自分への報道に傷付いたこと、ユーロ2002とワールドカップにおいて、代表チームの役に立てなかったことへの口惜しさを口にした。

## 代表経歴
代表レベルでも1989年にはユース代表としてFIFAワールドユース制覇。1991年にはポルトガル代表に選出され1月16日のスペイン戦で代表デビューを飾った。1994 FIFAワールドカップ、1998 FIFAワールドカップへの出場は逃したが、UEFA EURO '96、UEFA EURO 2000に出場した。
2002年5月13日、2002 FIFAワールドカップのポルトガル代表として選出された。“ゴールデン・ジェネレーション”最後の挑戦は、1勝2敗、総得点6、総失点4のグループ・リーグ敗退に終わった。ソウザは大会前の怪我の影響もあって、1試合も出場することなく終わった。

## 指導歴
ポルトガルで開催されたEURO2004でアドヴァイザリースタッフとして参加、ポルトガルU-16代表の監督を務めた。さらにポルトガル代表監督であったルイス・フェリペ・スコラーリの下、アシスタントコーチを務めた。
2008年の11月にイングランド2部のクイーンズ・パーク・レンジャーズの監督に就任した。2009年夏にスウォンジー・シティの監督に就任し、2010年7月からはレスター・シティ監督に就任。だが開幕から調子は上がらず、10月1日にわずか3ヶ月で解任された。2011年から、ハンガリーのヴィデオトンの監督を2年間務め初年度に国内カップ戦を制覇。2013-14シーズンはイスラエルのマッカビ・テルアビブを率いてイスラエル・プレミアリーグを優勝し、コーチングキャリアで初のリーグタイトルを獲得した。
2014-15シーズンより、スイスのバーゼルを指揮しUEFAチャンピオンズリーグベスト16進出を達成した（ラウンド16で、ポルトガルのポルトに敗戦）。
2015-16シーズンより、イタリアのフィオレンティーナの監督に就任した。
2018シーズンより、中国の天津権健足球倶楽部の監督に就任した
2019年3月11日、FCジロンダン・ボルドーの監督に就任した。
2021年1月21日、ポーランド代表の監督に就任した。しかし、同年12月29日にCRフラメンゴの監督に転任した。
2023年2月15日、ダヴィデ・ニコーラの後任としてイタリア・セリエAのサレルニターナの監督に就任した。2023-24シーズンは第8節時点で0勝3分5敗の19位に低迷し、10月10日に解任された。

## 人物
読みに優れたプレーメーカーで、ボールを奪うと、守備から攻撃へと素早く味方にボールをつないで試合を組み立て、プレースタイルはファルカンと比較された。しかし、キャリアの中期以降、慢性的な膝の怪我により、常時試合に出場することが出来なかった。

## 代表歴

### 出場大会
- 1991年 - 2002年 ポルトガル代表
  - 1996年 ‐ UEFA EURO : ベスト8 (4試合)
  - 2000年 - UEFA EURO : ベスト4 (2試合)
  - 2002年 ‐ FIFAワールドカップ : グループリーグ敗退 (出場0)

### 試合数
- 国際Aマッチ 51試合 0得点（1991年-2002年）[8]

| ポルトガル代表 | 国際Aマッチ | 国際Aマッチ |
| 年             | 出場        | 得点        |
| -------------- | ----------- | ----------- |
| 1991           | 5           | 0           |
| 1992           | 0           | 0           |
| 1993           | 8           | 0           |
| 1994           | 4           | 0           |
| 1995           | 6           | 0           |
| 1996           | 5           | 0           |
| 1997           | 5           | 0           |
| 1998           | 2           | 0           |
| 1999           | 8           | 0           |
| 2000           | 5           | 0           |
| 2001           | 2           | 0           |
| 2002           | 1           | 0           |
| 通算           | 51          | 0           |

## 監督成績
2019年3月11日現在
| クラブ               | 就任           | 退任          | 記録 | 記録 | 記録 | 記録 | 記録 | 記録 | 記録 | 記録   |
| クラブ               | 就任           | 退任          | 試   | 勝   | 分   | 敗   | 得   | 失   | 差   | 勝率   |
| -------------------- | -------------- | ------------- | ---- | ---- | ---- | ---- | ---- | ---- | ---- | ------ |
| QPR                  | 2008年11月19日 | 2009年4月9日  | 26   | 7    | 12   | 7    | 23   | 24   | −1   | 026.92 |
| スウォンジー・シティ | 2009年6月23日  | 2010年6月4日  | 49   | 18   | 18   | 13   | 45   | 39   | +6   | 036.73 |
| レスター・シティ     | 2010年6月7日   | 2010年10月1日 | 12   | 4    | 2    | 6    | 18   | 27   | −9   | 033.33 |
| ヴィデオトン         | 2011年6月1日   | 2013年1月7日  | 88   | 52   | 17   | 19   | 140  | 63   | +77  | 059.09 |
| マッカビ・テルアビブ | 2013年6月11日  | 2014年5月28日 | 49   | 31   | 10   | 8    | 91   | 45   | +46  | 063.27 |
| バーゼル             | 2014年6月18日  | 2015年6月17日 | 50   | 32   | 7    | 11   | 112  | 60   | +52  | 064.00 |
| フィオレンティーナ   | 2015年6月21日  | 2017年6月6日  | 95   | 43   | 25   | 27   | 155  | 121  | +34  | 045.26 |
| 天津天海             | 2017年11月6日  | 2018年10月5日 | 33   | 11   | 10   | 12   | 50   | 54   | −4   | 033.33 |
| ジロンダン・ボルドー | 2019年3月11日  |               | 0    | 0    | 0    | 0    | 0    | 0    | +0   | —      |
| 合計                 | 合計           | 合計          | 396  | 194  | 99   | 103  | 619  | 420  | +199 | 048.99 |

## タイトル

### クラブ
SLベンフィカ
- プリメイラ・リーガ : 1990-91
- ポルトガル・カップ : 1992-93
- ポルトガル・スーパーカップ : 1989

ユヴェントスFC
- セリエA : 1994-95
- コッパ・イタリア : 1994-95
- イタリア・スーパーカップ 1995
- UEFAチャンピオンズリーグ : 1995-96
- 年間最優秀外国人選手 : 1995

ボルシア・ドルトムント
- UEFAチャンピオンズリーグ : 1996-97
- インターコンチネンタルカップ : 1997
- ドイツスーパーカップ : 1996

### 代表
U-20ポルトガル代表
- FIFA U-20ワールドカップ : 1989